# BMW F800R
La BMW F800R es una motocicleta naked introducida por BMW Motorrad en 2009. Es uno de los modelos dentro de la gama de BMW Motorrad serie F, que incluye la F800S (descataloga), las Trail F800GS y F650GS, y las touring F800ST (descataloga) y F800GT

## F800R 2009 - 2014
Ante él auge de las motocicletas naked, BMW motorrad lanza en 2009 la primera moto naked dentro de la gama F. La primera motocicleta F800R se fabricó en 2009, partiendo de la base de las motocicletas F800st y F800s de las que comparte gran parte de componentes. La mayor diferencia se sitúa en el tren de arrastre donde se elimina el sistema de correa por una cadena, aportando mayor deportividad y reducción de costes de producción abaratando la moto.

## F800R 2015 - 2016 (euro 3)
En 2015 la F800R después de seis años en el mercado, recibe una actualización, tanto de equipamiento como estética.
El cambio más visible es la desaparición del icónico faro asimétrico, ahora cuenta con un faro triangular invertido, más acorde con la competencia. Otro cambio apreciable es que en la parte ciclo incorpora una sólida horquilla invertida derivada de la usada en la mismísima superbike S1000RR, aunque sin sus numerosas regulaciones.

## F800R 2017 - presente (euro 4)
En 2017 se presenta en el salón de Milán las modificaciones para la nueva temporada, BMW presenta una actualización de motor el y con apenas cambios en el diseño. El motor continúa siendo el de dos cilindros refrigerado por agua, con una cilindrada de 798 cc que sigue desarrollando una potencia de 90 CV a 8.000 rpm. El cambio más significativo de este motor es su adaptación a la nueva normativa de emisiones de gases de escape Euro 4.

## Equipamiento opcional
- Frenos antibloqueo
- RDC Control de Presión de Neumáticos
- Ordenador de a bordo
- Intermitentes blancos
- Intermitentes LED
- Puños calefactables
- Alarma antirobo
- Asiento doble bajo negro
- Asiento alto
- Parabrisas sport
- Reducción de potencia a 35 kW (48CV)